# Jan Ziemianin
Jan Ziemianin, né le 19 mai 1962 à Mszana Dolna, est un biathlète polonais. 

## Biographie
Il a commencé sa carrière dans la Coupe du monde en 1987. Il remporte en 1997 la médaille de bronze dans l'épreuve par équipes aux Mondiaux d'Osrblie. Entre-temps, il obtient son meilleur résultat individuel en 1993 à l'individuel de Lillehammer, où il est onzième, juste avant d'obtenir son meilleur résultat individuel en grand championnat avec une 17e place au sprint des Championnats du monde. 
Il compte aussi trois participations aux Jeux olympiques en 1992, 1994 et 1998, où il est le porte-drapeau de sa délégation.
Après sa retraite sportive, il évolue en tant qu'entraîneur dans l'équipe nationale polonaise de biathlon.
Son frère Wieslaw a été aussi un biathlète de haut niveau.

## Palmarès

### Jeux olympiques
| Épreuve / Édition                | Individuel | Sprint | Poursuite                        | Départ en masse                  | Relais |
| Jeux olympiques 1992 Albertville | 32e        | 29e    | Épreuve inexistante à cette date | Épreuve inexistante à cette date | 9e     |
| Jeux olympiques 1994 Lillehammer | 39e        | 27e    | Épreuve inexistante à cette date | Épreuve inexistante à cette date | 8e     |
| Jeux olympiques 1998 Nagano      | -          | -      | Épreuve inexistante à cette date | Épreuve inexistante à cette date | 5e     |

Légende :
- — : N'a pas participé à cette épreuve
- : épreuve non disputée lors de cette édition

### Championnats du monde
| Épreuve / Édition                 | individuel                       | Sprint                           | Poursuite                        | Départ en masse                  | Relais                           | Course par équipes        |
| Mondiaux 1989 Feistritz           | 42e                              | 26e                              | Épreuve inexistante à cette date | Épreuve inexistante à cette date | 14e                              | 10e                       |
| Mondiaux 1991 Lahti               | 25e                              | 25e                              | Épreuve inexistante à cette date | Épreuve inexistante à cette date | 8e                               | —                         |
| Mondiaux 1993 Borovets            | 44e                              | 17e                              | Épreuve inexistante à cette date | Épreuve inexistante à cette date | 10e                              | 10e                       |
| Mondiaux 1995 Antholz Anterselva  | 31e                              | 57e                              | Épreuve inexistante à cette date | Épreuve inexistante à cette date | 7e                               | 18e                       |
| Mondiaux 1996 Ruhpolding          | 72e                              | 47e                              | Épreuve inexistante à cette date | Épreuve inexistante à cette date | 7e                               | —                         |
| Mondiaux 1997 Osrblie             | 46e                              | 55e                              | -                                | Épreuve inexistante à cette date | 6e                               | Médaille de bronze, monde |
| Mondiaux 1998 Pokljuka Hochfilzen | Épreuve inexistante à cette date | Épreuve inexistante à cette date | -                                | Épreuve inexistante à cette date | Épreuve inexistante à cette date | 5e                        |

Légende :

 : troisième place, médaille de bronze

 : épreuve inexistante à cette date

— : pas de participation à cette épreuve

### Coupe du monde
- Meilleur résultat individuel : 11e.